# Dewoitine D.500
I Dewoitine D.500, D.501 e D.510 erano una serie di caccia, progettati dall'ingegner Émile Dewoitine e costruiti in Francia a partire dall'inizio degli anni trenta. La sua progettazione, considerata all'epoca molto avanzata, fece sì che al concorso per il caccia C.1 del 1930, il velivolo Dewoitine si impose per la modernità del disegno e delle soluzioni tecniche adottate.

## Storia del progetto
Nel corso del 1928, in seguito al completo fallimento del programma relativo al caccia intercettore leggero designato "Jockey", il Ministère de l'Air decise di sottomettere ai costruttori una nuova specifica, designata C-1 (chasseur monoplace), relativa ad un velivolo da caccia, le cui consegne dovevano iniziare nel 1930.
La specifica prevedeva un velivolo dotato di ottima visibilità specialmente in avanti, serbatoi autostagnanti e sganciabili, impianto radio e di erogazione dell'ossigeno, cellula con coefficiente di robustezza pari a 16, facilità di manutenzione (smontaggio, ispezionabilità e sostituzione dei componenti), velocità massima di 327 km/h a 3 500 m ed un armamento comprendente due mitragliatrici Vickers calibro 7,7 mm costruite su licenza dalla Manufacture d'Armes de Châtellerault (MAC). Una modifica successiva, dovuta all'apparizione di propulsori dotati di compressore, portava la velocità massima richiesta a 350 km/h a 4 000 m.
Con tale aereo si dovevano sostituire presso i reparti da caccia gli ormai obsoleti Nieuport-Delage NiD.62, Loire-Gourdou Leseurre GL.32 e Wibault 7.
In risposta alla specifica C1 presentarono le loro proposte quasi tutti i costruttori aeronautici francesi: per dieci di questi fu autorizzata la produzione di prototipi da sottoporre ai collaudi. Tutti i velivoli presentati erano caratterizzati dall'impiego esclusivo, o quantomeno prevalente, di materiali metallici per la realizzazione della struttura.
Tra il 1932 e il 1933 il Centre d'Essais en Vol di Vélizy-Villacoublay ricevette i differenti prototipi partecipanti al concorso. Si trattava del biplano Blériot-SPAD S.510 (in seguito costruito in una serie limitata), del Loire 43 (anch'esso costruito in piccola serie sotto la designazione Loire 45 CI), dell'Hanriot H-110, dell'ANF Les Mureaux 170, del Gourdou-Leseurre GL-482, Dewoitine D.560 (con ala a parasole), Nieuport-Delage NiD-122, Bernard 260, Morane-Saulnier MS.325, Wibault 313 e del Dewoitine D.500 ad ala bassa.
Il prototipo Dewoitine D.500.01, progettato dall'ingegner Émile Dewoitine, fu ordinato (contratto nº661/1) il 7 marzo 1932. La realizzazione dell'aereo avvenne presso l'officina "Pasteur", mentre l'assemblaggio finale in un hangar dell'aeroporto di Francazal, nei sobborghi di Tolosa. Il prototipo volò per la prima volta a Francanzal il 18 giugno 1932, nelle mani del pilota collaudatore Marcel Doret. Nel mese di ottobre l'aereo venne inviato presso il Service Technique de l'Aéronautique (STAé) per effettuare i collaudi ufficiali con i piloti de Fonds-Lamothe e Jacques Lecarme. Durante i collaudi il velivolo fece registrare una velocità massima di 372 km/h a 4 750 m.
Nel maggio 1933 l'aereo venne consegnato al Groupe des Avions Nouveaux (G.A.N.), un organismo militare incaricato di effettuare i collaudi di utilizzo e di durata dei nuovi velivoli. Nel mese di luglio il prototipo effettuò le prove di tiro a Cazaux. L'aereo era dotato di un motore Hispano-Suiza 12Xbrs (designazione di fabbrica HS-72) che erogava 500 CV a 4 000 m. Dopo poco tempo ricevette il definitivo propulsore Hispano-Suiza 12Xbrs da 650 CV al livello del mare e 710 CV alla quota di ristabilimento. Le prestazioni ufficiali furono stabilite a Villacoublay nel dicembre 1932, con l'aereo equipaggiato con motore Hispano-Suiza 12Xbrs, dotato di compressore e riduttore, azionante un'elica bipala metallica Reed-Levasseur del diametro di 3,10 m, in seguito sostituita da una Chauviére. Nell'eventualità di ottenere ordini di esportazione, il prototipo, con immatricolazione civile F-AKCK, fu presentato in volo a numerose missioni straniere, terminando la sua carriera per un incidente a Francazal, il 12 ottobre 1934.
Nel 1932 la SAF (Avions Dewoitine) concluse un accordo con la Société Lioré et Olivier di Clichy con cui, in caso di costruzione in serie dell'aereo, la produzione sarebbe stata concentrata il più possibile nello stabilimento di Argenteuil.
Il 23 novembre 1933 il Ministero dell'Aviazione ordinò alla Société Lioré et Olivier 45 velivoli di serie. Lo stesso giorno la Société Aéronautique Française - Avions Dewoitine di Tolosa ricevette un ordine per la produzione di 15 velivoli. Tra gli esemplari di serie 10 erano nella nuova versione D.501 equipaggiata con motore Hispano-Suiza 12Xcrs dotato di cannone automatico Hispano-Suiza HS.7 calibro 20 mm, costruito su licenza Oerlikon, sparante dal mozzo dell'elica. L'armamento dei D.500 comprendeva due mitragliatrici Vickers da 7,7 mm nel muso, dotate di dispositivo di sincronizzazione, e sparanti attraverso il disco dell'elica, e due mitragliatrici Darne da 7,5 mm, installate nelle ali, e sparanti al di fuori del disco dell'elica.
Inizialmente gli aerei presentarono problemi di vibrazione agli alettoni, che causarono diversi incidenti. Tali problemi vennero risolti tramite l'adozione di un sistema di smorzamento idraulico delle vibrazioni Repusseau, dotato di modifiche sviluppate dall'ingegner Albert Mary della Nieuport. Il 13 agosto 1934 il Ministre de l'Air, in base al Plan I di riequipaggiamento dell'Armée de l'Air, emise un ordine supplementare per 50 caccia D.500, realizzati dalla Lioré et Olivier tra il luglio ed il novembre del 1935. A partire dal 72º esemplare gli aerei ricevettero la predisposizione per la radio Radio Industrie OTC 31 e mitragliatrici MAC 1934 con 300 colpi per arma al posto delle Darne. Alla data del 1º luglio 1935 erano stati inviati al CRAS (Centre des recéption des avions de séries) 35 D.500 e 9 D.501. Il 4 gennaio 1935 furono ordinati alla Lioré et Olivier ulteriori 40 D.501per l'Armée de l'Air e 30 per l'Aeronavale. L'11 gennaio dello stesso anno gli Ateliers et Chantiers de la Loire di La Baule ricevettero un ordine supplementare per 40 D.501. Il primo velivolo di produzione Loire (n/c.212) volò per la prima volta l'11 giugno 1936. I velivoli costruiti ricevettero le radio OTC 31 in un secondo tempo, installate durante lavori di manutenzione.

### Dewoitine D.501
Durante lo sviluppo del prototipo D.501.01 l'ingegnere Émile Dewoitine decise di dotare l'aereo del motore Hispano-Suiza 12Xcrs, che poteva contenere tra i banchi dei cilindri il cannone Hispano-Suiza HS-7 del calibro di 20 mm, con 60 colpi. La nuova versione, designata Dewoitine D.501, differiva dal D.500 solamente per il motore, mantenendo inalterate le altre caratteristiche. L'unica eccezione era il riduttore dell'elica da 270 mm del propulsore 12Xcrs (al posto dei 240 mm del motore Xbrs) che permetteva l'installazione del cannone HS-9, la cui adozione era già stata prevista durante la stesura iniziale del progetto. L'armamento comprendeva anche due mitragliatrici Darne da 7,5 mm, installate in apposite gondole nelle ali, e sparanti al di fuori del disco dell'elica.
Il primo velivolo realizzato a tale standard fu l'esemplare n/c 212, costruito presso gli Ateliers et Chantiers de la Loire, che volò per la prima volta l'11 giugno 1936 nelle mani del collaudatore Arthur Surtrel.

## Tecnica
Il caccia D.500 era una macchina dotata di caratteristiche moderne, monoplano, monoposto, a carrello fisso, di costruzione quasi interamente metallica. L'ala monolongherone a sbalzo era costruita in tre tronchi con pianta trapezoidale ed estremità ellittiche, attaccata alla fusoliera in quattro punti. Lo spessore dell'ala era decrescente dalla radice alle estremità. Gli alettoni, rivestiti in tela, occupavano tutto il bordo d'uscita, sino all'intaglio realizzato per migliorare la visibilità del pilota verso il basso. Il rivestimento lavorante era in duralluminio, ed all'interno dell'ala erano contenuti i due principali serbatoi di carburante, caratterizzati dalla particolarità di poter essere sganciati in caso di incendio.
La fusoliera era a sezione ovale, del tipo a semiguscio su quattro longheroni, dotata di rivestimento in duralluminio irrigidito da vari correnti e dalle ordinate. La deriva era unita alla fusoliera per chiodatura. Lo stabilizzatore monolongherone, controventato, era ad incidenza variabile in volo. Il carrello di atterraggio era triciclo posteriore fisso, dotato di elementi indipendenti con carreggiata di 3,774 m, formati da tripodi il cui braccio principale ospitava l'ammortizzatore oleopneumatico Messier. Le ruote principali erano dotate di carenature a goccia, mentre all'estremità posteriore vi era un pattino metallico.
Monoposto ad abitacolo aperto, posizionato al centro della fusoliera. Nella parte anteriore vi erano i tubi di scarico del propulsore
Il propulsore era un motore in linea HS 12Xbsr a 12 cilindri a V, raffreddati a liquido, eroganti la potenza di 690 hp (515 kW), e azionante un'elica bipala metallica Reed-Levasseur del diametro di 3,10 m. Il radiatore di raffreddamento era posizionato tra le gambe del carrello di atterraggio.
L'armamento comprendeva due mitragliatrici Vickers Mk.III da 7,7 mm nel muso, dotate di dispositivo di sincronizzazione, e sparanti attraverso il disco dell'elica, e due mitragliatrici Darne da 7,5 mm, installate in apposite gondole nelle ali, sparanti al di fuori del disco dell'elica. Le mitragliatrici Darne avevano comando pneumatico ed alimentazione a tamburo.

## Impiego operativo

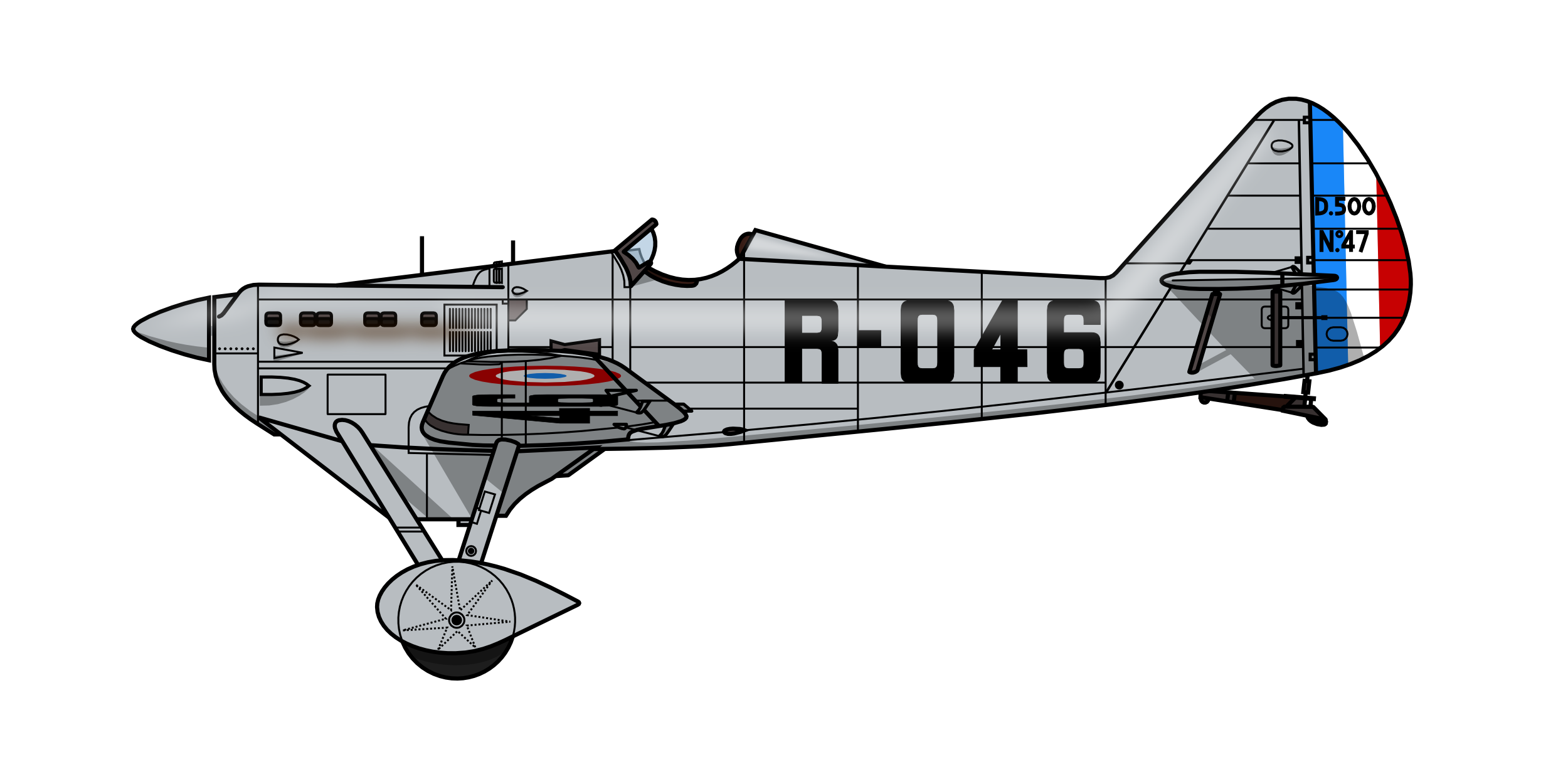
Profilo del Dewoitine D.500 numero 47 (R-046). Si tratta del primo esemplare di serie costruito dalla SAF Dewoitine. Volò per la prima volta il 29 novembre 1934.

Durante le prove di selezione ufficiali il Dewoitine D.500 si dimostrò il migliore dei numerosi tipi presentati per il concorso C1. I primi esemplari entrarono ufficialmente in servizio nell'aprile 1935, assegnati alla Scuola Caccia di Étampes per la familiarizzazione dei piloti al nuovo aereo. Il primo reparto operativo a riceverli fu il Groupe de Chasse I/3 a Châteauroux, seguito dal GC II/42 della 42ª Escadre Mixte di Reims. Ad essi seguirono i seguenti reparti:
- 2ª Escadre de Chasse

GC I/2 a Villacoublay
GC II/2 a Tours
GC III/2
- 3ª Escadre de Chasse

GC I/3 a Châteauroux
GC II/3 a Digione
GC III/3
- 4ª Escadre de Chasse

GC I/4 a Reims
GC II/4 a Reims
- 5ª Escadre de Chasse

GC I/5 a Lione
GC II/5 a Lione
- GCI/8 a Marignane, formato il 1º gennaio 1936 per trasferimento delle Escadrille 3C1 e 3C2 dell'Aéronavale all'Armée de l'Air.
- Escadrille Régionale de Chasse (ERC) 2/561 a Rouen-Boos dotata di 15 D.501
- Escadrille Régionale de Chasse (ERC) 1/562 a Bron
- Groupe Aérien Mixte (GAM) 550, ex-GAO.

Le armi in dotazione ai velivoli erano di vario tipo: cannoni Madsen danesi da 23 mm, mitragliatrici Browning da 7,62, 7,7 e 12,7 mm, Vickers da 7,7 mm, Darne da 7,5 mm, MAC 1934 da 7,5 mm, e cannoni francesi Oerlikon HS S7 da 20 mm per i D.501. I caccia D.500/D.501 operarono quasi esclusivamente per lo studio di moderne tattiche operative, effettuando anche attività sperimentale come la caccia notturna. Negli anni di servizio i caccia della serie D.500/D.501 ricevettero varie modifiche, che compresero l'installazione della radio OTC 31, delle luci di navigazione, di rinforzi ai piani mobili di coda, e l'applicazione di un'aletta di compensazione regolabile a terra sul timone.
Durante l'impiego operativo il modello D.501 si dimostrò più lento sia in volo orizzontale che in salita rispetto al biplano Blériot-SPAD S.510. L'Armée de Air tolse ufficialmente dal servizio di prima linea i caccia D.500/D.501 solo all'inizio del 1939, quando i reparti ricevettero i caccia Morane-Saulnier MS.406. Allo scoppio della seconda guerra mondiale, il 1º settembre 1939, risultavano in servizio attivo 43 tra D.500 e D.501 assegnati alle Escadrilles Regionales de Chasse (E.C.R.) 561 basata a Rouen, 562 (Lione) e al Groupe de Chasse I/8 di Hyères, relegati al servizio di difesa regionale, e all'addestramento.
Nel 1940 gli aerei erano stati sostituiti in servizio dai Bloch MB.151, con 17 esemplari trasferiti in Africa Settentrionale per l'addestramento dei piloti della 9ª Escadre di Oran-la Sénia (costituita il 1º novembre 1939), mentre nel gennaio 1940 undici velivoli vennero ceduti al Centro Addestramento Caccia Polacco di Bron, inquadrati nel II Gruppo Pamula. Al 10 maggio 1940 gli esemplari a disposizione, compresi quelli fuori servizio, erano 61 D.500 e 109 D.501. Tra il maggio ed il giugno 1940 gli esemplari appartenenti al II Gruppo Pamula effettuarono le uniche missioni belliche, assieme ad altri cinque esemplari assegnati alle squadriglie di difesa delle industrie aeronautiche.
La serie dei caccia Dewoitine D.500, D.501, ottenne uno scarso successo di esportazione, venendo venduta in Lituania e Venezuela. Secondo alcune fonti è possibile che circa 20 D.500 siano stati realizzati per l'Estonia, ma non vi sono dati certi sulla loro costruzione.

### Lituania
Nel dicembre 1934 il governo lituano ordinò in Francia la costruzione di 14 caccia Dewoitine D.372 con cui riequipaggiare le Karinės Oro Pajėgos. Dopo lo scoppio dell'insurrezione nazionalista in Spagna il governo francese decise di fornire aerei da combattimento all'aviazione repubblicana spagnola. Nel luglio 1936 l'ordine per i D.372 venne sostituito da uno per 14 D.501L, in quanto i velivoli precedenti furono destinati a rinforzare l'aviazione repubblicana spagnola. Su intervento diretto del Ministro dell'Aviazione francese Pierre Cot il governo lituano acconsentì a cedere sette D.501L del proprio ordine alla Spagna, ma gli aerei non vennero mai consegnati. Nel dicembre 1936 sette D.501L, costruiti dalle officine Loire, vennero ceduti alla Lituania, seguiti nel febbraio 1937 dai rimanenti sette costruiti dalla Lioré et Olivier. I 14 velivoli (matricole 601-606) entrarono in servizio presso la 1. Naikintuvu Eskadrile sulla base di Aleksotas, dipendente dal II Naikintuvu Grupe (gruppo caccia) basato a Kaunas. Durante il servizio un solo esemplare andò perso, l'esemplare 606, nell'estate del 1937. Alla data del 15 giugno 1940, giorno dell'invasione sovietica, risultavano ancora in servizio presso il reparto 13 caccia D.501L, ed un addestratore Bücker Bü 133d. Nessuno di questi velivoli venne incorporato nella Voenno-vozdušnye sily, tutti i velivoli finirono usati come aerei bersaglio durante le esercitazioni della Voenno-vozdušnye sily.

### Venezuela
Alla fine del 1934 il governo venezuelano, diretto dal generale Juan Vicente Gómez passò all'industria francese una importante commessa di materiale bellico, tra cui tre caccia Dewoitine D.500V. Il 22 gennaio 1935 una missione militare venezuelana, diretta dal capitano Alcides Quintero si imbarcò per la Francia, sbarcando a Le Havre il 6 febbraio successivo. Dopo aver terminato i corsi preparatori a Chartres, nell'ottobre 1935 i piloti venezuelani si imbarcarono, con i tre caccia smontati, su una nave che li riportò in patria. Un mese più tardi gli aerei vennero sbarcati a Maracaibo, dove furono rimontati e collaudati. Il 30 novembre 1936 gli aerei entrarono ufficialmente in servizio andando a costituire l'Esquadrilla de Caza Venezuela, al comando del capitano Jesus Zafrane, basata sull'aeroporto di Maracaibo, 200 km ad ovest di Caracas. Il servizio in seno all'aviazione venezuelana fu però molto corto. Il primo aereo andò perso a nord di Boca del Rio il 1º aprile 1937. Il secondo, vittima di una grave avaria al propulsore impossibile da riparare, venne radiato dal servizio nel luglio 1939 e accantonato in un hangar della base di Maracaibo. Il terzo esemplare fu ufficialmente radiato dal servizio il 20 luglio 1940.

## Versioni
- D.500.01: primo prototipo, dotato di motore Hispano-Suiza 12Xbrs da 500 CV, primo volo il 18 giugno 1932.
- D.500: prima versione di serie costruita in 97 esemplari per l'Armée de l'Air, equipaggiata con motore Hispano-Suiza 12Xbrs da 690 hp (515 kW) e armamento su 2 mitragliatrici Vickers da 7,7 mm o 2 mitragliatrici Darne da 7,5 mm. Vi era possibilità di montare due mitragliatrici supplementari Darne da 7,5 m m alari[2].
- HD.500: prevista versione da caccia marittima, non realizzata.
- D.501: seconda versione di serie costruita in 133 esemplari per l'Armée de l'Air, dotata di motore Hispano-Suiza 12Xcrs da 690 hp (515 kW), e armamento su un cannone Hispano-Suiza HS-9 calibro 20 mm posizionato tra i banchi dei cilindri del motore e sparante dal mozzo dell'elica, e 2 mitragliatrici Darne da 7,5 mm alari. Il primo esemplare, costruito dagli Ateliers et Chantier de la Loire (nº 212) volò per la prima volta l'11 giugno 1936 nelle mani del collaudatore Arthur Surtrel[2].
- HD-502: progetto di un caccia catapultabile, dotato di apertura (12,8601 m) e superficie (20 m²) alare aumentata[15], superficie dell'impennagio verticale aumentata per compensare l'instabilità al lancio dovuta ai due galleggianti. Il prototipo non venne realizzato, ma era prevista l'installazione di un propulsore Hispano-Suiza 12 Xbrs da 690 CV[6].
- D.503: un prototipo di costruzione interamente metallica, equipaggiato con propulsore Hispano-Suiza 12Xcrs da 690 hp[6] (513 kW) dotato di radiatore di raffreddamento circolare sul muso, e carrello monogamba[15]. L'armamento si basava su 1 cannone Hispano-Suiza HS S.7 calibro 20 mm e due mitragliatrici Darne da 7,5 mm. Primo volo il 15 aprile 1935[2] nelle mani del collaudatore Marcel Doret. L'aereo, pur dotato di ottime prestazioni, venne giudicato inferiore al D.501 e fu usato brevemente dall'asso della prima guerra mondiale René Fonck come velivolo da trasporto personale nell'Escadrille Ministerielle. L'aereo venne poi assegnato alla scuola di volo[15] di Etampes.
- D.504LP: progetto di un velivolo monoposto con dispositivo lancia paracadute[25].
- D.505: progetto di una versione da caccia dotata di motore Lorraine 12 H Petrel[25] da 720 CV[15].
- D.506: progetto di una versione da caccia dotata di motore Farman 12W1 da 650 CV[15] con turbocompressore Rateau.
- D.507: progetto di una versione da caccia dotata di motore Hispano-Suiza HS.14 HA[15] da 1 000 CV.
- D.508: progetto di una versione da caccia dotata di motore Gnôme-et-Rhône 14Kes da 880 CV[15].
- D.508 bis: versione destinata all'esportazione del tipo precedente, dotata di motore Wright SR1820 F3 da 710 CV.
- HD.509: progetto di una versione da caccia dotata di motore Hispano-Suiza HS 14HB da 670 CV[25].

## Utilizzatori
Francia
- Armée de l'air

 Francia di Vichy
- Armée de l'air de l'armistice

 Lituania
- Karinės Oro Pajėgos

 Venezuela
- Fuerza Aérea Venezolana

### Periodici
- Armi da guerra N.59
- (FR) Patrick Marchand, Junko Takamori, Dewoitine D.500-D.510, in Les Ailes de Gloire, No.13, Editeur D'Along, marzo 2004, ISBN 2-914403-18-6.
- (FR) Bartłomiej Belcarz, Les section de chasse Polonnaises improvisées en France en 1940, in Air Magazine, No.23, Parigi, TMA SARL, dicembre-gennaio 2004-2005.
- (FR) Philippe Listemann, Les D.500/D.510 a l'éxport, in Aéro-Journal, No.22, Aix-en-Provence, Aero-Editions International, dicembre-gennaio 2001-2002.
- (FR) Christian-Jacques Ehrengardt, Dewoitine D.500-510, in Aéro-Journal, No.40, Aix-en-Provence, Aero-Editions International, dicembre-gennaio 2004-2005.
- (FR) V. Kotelnikov, V. Kulokov, C. Cony, Les avions français en URSS, in Avions, No.104, Outreau, Lela Presse, 1º novembre 2001.
- (EN) New Aircraft - The Devoitine D.500, in Flight, Sutton, Surrey - UK, Reed Business Information Ltd., 15 marzo 1934,  p. 252. URL consultato il 6 marzo 2013.